# 투어족
투어족(영어: Tuu languages) 또는 타-!크위어족(Taa-ǃKwi, Taa–ǃUi)은 보츠와나와 남아프리카 공화국에서 사용되는 두 개의 언어군 곧 타어군과 !크위어군이 이루는 어족이다. 두 언어군 간의 친연 관계는 의심할 여지가 없으나 서로 가깝지는 않다. '투'라는 이름은 이 어족의 양쪽 어파에 공통된 '사람'을 뜻하는 단어에서 따온 것이다.

## 분류
투어족은 다른 어떤 어족과도 계통적 관계가 증명되지 않았으나, 카어족 언어들과 상당히 많은 유사성을 띤다. 이러한 유사성은 수천 년 간의 언어접촉과 상호 영향(즉 언어동조대)으로 인해 나타났다고 보는 것이 일반적이지만, 어떤 학자들은 두 어족 간의 친연 관계가 언젠가는 밝혀질 수도 있으리라고 본다.
투어족은 한때, 지금은 폐기된 가설인 코이산어족의 한 어파를 이룬다고 여겨졌으며, 그러한 분류 체계 내에서는 남코이산어파라고 불렸다.

## 언어
- 타어파
  - 통어 (방언군)
  - 저지노소브어 (짜우니와 쿠차시의 두 개 방언) †
- !크위어파
  - 보쇼프!위어
  - !가!네어
  - ǁ카어
  - 느ǁ응어
  - 세로아어
  - ǁ우ǁʼ에어
  - ǂ웅쿠에어
  - ǀ캄어
  - ǁ케귀어

남아프리카공화국의 뜨위어파는 사멸이 진행 중으로, 느ǁ응어 하나만이 현존하며 그마저도 1명의 고령 화자만이 존재한다. !크위어파는 한때 남아프리카공화국 전역에 퍼져 있었는데, 그 중 가장 유명한 ǀ캄어는 현재 남아프리카 공화국의 표어인 "ǃke eː ǀxarra ǁke"의 출전 언어이다.
보츠와나의 타어파는 !크위어파보다는 굳건하지만, 마찬가지로 현존하는 언어는 화자 수 2,500여명의 타어 하나뿐이다.
투어족의 많은 언어들이 기록을 거의 남기지 않고 사멸했기 때문에, 이 언어들을 가리키는 수많은 이름들 중 어느 것이 서로 구별되는 언어 내지는 방언인지도 상당히 불분명하다.
투어족은 이웃한 ǂʼ암코이어와 함께 세계에서 유이하게 양순흡착음이 변별적인 발음으로 존재하는 언어들이다. (오스트레일리아 북부의 사멸한 의례용 언어 다민어는 모어로 사용된 적이 없으므로 제외한다.) 타어, ǂʼ암코이어 및 이웃한 (코에어족의) 즈위어는 언어동조대(언어지역)을 이루며, 이 언어들의 자음과 모음 체계 모두는 세계에서 손에 꼽을 정도로 복잡하다. 이 세 계통의 언어들에는 성조도 있다.

## 참고 문헌
- Güldemann, Tom. (2006). "The San languages of southern Namibia: Linguistic appraisal with special reference to J. G. Krönlein's N|uusaa data." Anthropological Linguistics, 48(4): 369-395.
- Story, Robert. (1999). "K'u|ha:si Manuscript" (MS collections of the Ki|hazi dialect of Bushman, 1937). Khoisan Forum Working Paper 13. ed. Anthony Traill. Köln: University of Köln. 18-34.